# Obermühle (Schillingsfürst)
Obermühle ist ein Gemeindeteil der Stadt Schillingsfürst im Landkreis Ansbach (Mittelfranken, Bayern). Obermühle liegt in der Gemarkung Faulenberg.

## Geografie
Die Einöde liegt am Wiesengraben der etwas weiter südlich als rechter Zufluss des Wohnbachs mündet, der selbst ein rechter Zufluss der Tauber ist. 0,5 km östlich des Ortes erheben sich der Vordere und Hintere Grasbühl. Ein Anliegerweg führt nach Wohnbach (0,2 km westlich).

## Geschichte
Obermühle hat bei der Vergabe der Hausnummern des aus 11 Wohngebäuden bestehenden Ortes Wohnbach die Nr. 11 erhalten, d. h., dass die Mühle das jüngste Gebäude ist. In der Bayerischen Uraufnahme, die Anfang des 19. Jahrhunderts erfolgte, hatte das Anwesen noch keinen eigenen Namen. 1837 wurde das Anwesen erstmals als Obermühle bezeichnet. Der Ort gehörte wie Wohnbach zur Ruralgemeinde Faulenberg. Diese wurde im Zuge der Gebietsreform in Bayern am 1. Januar 1977 nach Schillingsfürst eingemeindet.

## Einwohnerentwicklung
| Jahr      | 001836 | 001840 | 001861 | 001871 | 001885 | 001900 | 001925 | 001950 | 001961 | 001970 | 001987 |
| Einwohner | 6      | 6      | *      | 5      | 6      | *      | *      | *      | *      | *      | 5      |
| Häuser    | 1      | 1      |        |        | 1      | *      | *      | *      | *      |        | 1      |
| Quelle    | [ 6 ]  | [ 9 ]  | [ 10 ] | [ 11 ] | [ 12 ] | [ 13 ] | [ 14 ] | [ 15 ] | [ 16 ] | [ 17 ] | [ 1 ]  |

## Religion
Der Ort ist evangelisch-lutherisch geprägt und bis heute nach St. Bartholomäus (Diebach) gepfarrt. Die Einwohner römisch-katholischer Konfession sind nach St. Laurentius (Bellershausen) gepfarrt.